# Cassius Clay
Cassius Marcellus Clay, född 19 oktober 1810 i Madison County i Kentucky, död 22 juli 1903 i Madison County i Kentucky, var en amerikansk plantageägare, politiker och abolitionist. Han var Förenta Staternas sändebud vid hovet i Sankt Petersburg 1861-1862 och 1863-1869. 1862-1863 tjänstgjorde han som generalmajor i unionsarmén.
Cassius Marcellus Clay föddes i Madison County i Kentucky som son till militären och plantageägaren Green Clay, som var kusin med politikern Henry Clay. Han studerade vid Centre College i Danville (Kentucky) och sedan vid Yale, där han utexaminerades 1832. Under studietiden påverkades han av William Lloyd Garrison och blev en slaverimotståndare. Clay återvände till sin hemstat och blev där en förespråkare för emancipation, trots att det satte honom i livsfara. Istället för att bli jurist som han utbildats till gjorde han karriär inom politiken. Mellan 1835 och 1841 var han ledamot för Whigpartiet i Kentuckys delstatsförsamling, där han förespråkade gradvis emancipation, införande av en folkskola och reform i domstolsväsendet. Han förlorade sin plats 1841 på grund av sitt slaverimotstånd, och blev 1844 en kampanjtalare för sin fars kusin Henry Clay i nordstaterna. År 1845 grundade han en abolitionisttidning vid namn The True American i Lexington i Kentucky, men dess kontor förstördes av en mobb samma år, och tidningen fick flytta till Cincinnati i nordstaten Ohio istället. Clay blev känd för sitt mod, både i dueller och mordförsök mot honom, men även i mexikansk-amerikanska kriget, då han var kapten och blev tillfångatagen under general Scotts marsch mot Mexico City. Han lämnade Whigpartiet 1850 och ställde upp som slaverimotståndare i Kentuckys guvernörsval, men förlorade. Istället gick han år 1856 med i Republikanska partiet, inom vilket han kandiderade till att bli vicepresidentkandidat i valet 1860. President Lincoln skickade honom år 1861 som amerikanskt sändebud till Ryssland, där han framgångsrikt förespråkade nordstaternas sak. Året efter återvände han till USA för att delta som generalmajor i inbördeskriget, men var 1863 tillbaka på sin tidigare post i Sankt Petersburg där han stannade till 1869 och var delaktig i det amerikanska förvärvandet av Alaska. Efter kriget misstyckte han med republikanernas hantering av rekonstruktionen i sydstaterna och lämnade därför partiet, och hjälpte Horace Greeley att bli nominerad i valet 1872. I valen 1876 och 1880 stödde han demokraterna, men återgick till republikanerna 1884. Clay dog år 1903 på sin gård Whitehall i Kentucky.